# Moskauer Memorandum
Das Moskauer Memorandum vom 15. April 1955 war die politische (nicht rechtliche) Vereinbarung der sowjetischen und der österreichischen Regierung, die den Abschluss des Staatsvertrages genau einen Monat später ermöglichte. Österreich versprach in Moskau, nach Abschluss des Staatsvertrages seine immerwährende Neutralität zu erklären.
Verhandlungsführer waren für die Sowjetunion Außenminister Wjatscheslaw Michailowitsch Molotow und der stellvertretende Vorsitzende des Ministerrates Anastas Mikojan, für Österreich Bundeskanzler Julius Raab, Vizekanzler Adolf Schärf, Außenminister Leopold Figl und Staatssekretär Bruno Kreisky.

## Inhalt
Die wichtigsten Punkte des Memorandums:
- Zusage Österreichs zur immerwährenden Neutralität nach dem Vorbild der Schweiz
- Bemühen um Garantie der Unversehrtheit des österreichischen Staatsgebietes durch die vier Hauptsiegermächte
- Zusage der Sowjetunion zur Anerkennung der Neutralität, zur Garantie der Unversehrtheit und Unverletzlichkeit des österreichischen Staatsgebietes und zum Abzug der Truppen aus Österreich

## Vorgeschichte
An der Berliner Außenministerkonferenz von 25. Jänner bis 28. Februar 1954 durfte Österreich als gleichberechtigter Partner teilnehmen. Die Sowjets wollten einem Vertrag mit einem neutralen Österreich zustimmen, aber nur unter der Auflage, dass sowjetische Truppen bis zu einer Klärung der Zukunft Gesamtdeutschlands im Land bleiben. Dem stimmten aber die Westmächte und Österreich nicht zu und fuhren ergebnislos heim.
Erst nach dem Beitritt der Bundesrepublik Deutschland zur NATO 1954 kam eine Lösung in Sicht. Im Februar 1955 konnte in den Verhandlungen mit dem sowjetischen Außenminister Molotow ein Durchbruch erzielt werden, so dass der Staatsvertrag in greifbare Nähe kam.

## Moskau, 12.–15. April 1955
Schon bei der Ankunft der österreichischen Delegation in Moskau deutete die Begrüßung mit allen militärischen Ehren an, dass ein positives Ende der Verhandlungen erwartet werden durfte. Bei diesen ging es vor allem darum, wie Österreich seine Neutralität definieren und rechtlich festlegen würde. Der Begriff der immerwährenden Neutralität, der der Sowjetunion entgegenkam, war in der österreichischen Delegation nicht unumstritten. Speziell Bruno Kreisky hätte den Begriff militärische Bündnisfreiheit bevorzugt.
Die Sowjetunion verlangte, die Neutralität direkt im Staatsvertrag zu verankern, was den vier Vertragspartnern Österreichs (oft als Signatarstaaten bezeichnet) später Einflussnahme auf die österreichische Außenpolitik ermöglicht hätte. Die Verhandler der ÖVP, Raab und Figl, wollten zustimmen, die SPÖ-Verhandler Schärf und Kreisky waren strikt dagegen.
Hatte die sowjetische Verhandlungsdelegation anfangs die Abfolge zuerst Neutralität, dann Staatsvertrag verlangt, so wurde sie von den österreichischen Verhandlern davon überzeugt, dass erst nach der Unabhängigkeit bzw. Souveränität Österreichs eine rechtlich verbindliche Neutralität beschlossen werden könne. Letztlich war die Sowjetunion mit der Zusage einverstanden, Österreich werde nach Abschluss des Staatsvertrages aus freien Stücken seine Neutralität erklären und verfassungsgesetzlich sichern.
Am 15. April landete die österreichische Delegation nach Unterzeichnung des Memorandums in Moskau auf dem Flugplatz Bad Vöslau bei Wien. Bundeskanzler Julius Raab erklärte bei der Ankunft freudig: Österreich wird frei sein.

## Wien, 14. April 1955
Dass mit der Sowjetunion Einigkeit erzielt werden konnte, erfuhr Hugo Portisch von der Wiener Tageszeitung Kurier noch am 14. April 1955. Er und sein Chefredakteur Hans Dichand brachten spontan am selben Abend eine Extraausgabe mit dem Aufmacher Österreich wird frei heraus und verkauften sie selbst als Kolporteure im Zentrum Wiens.

## Folgen
Am 15. Mai 1955 fand die feierliche Unterzeichnung des Staatsvertrages zwischen Österreich und den vier Besatzungsmächten statt. Am 27. Juli 1955 trat der Vertrag nach Ratifikation durch alle fünf Staaten in Kraft. Am 26. Oktober 1955 – die fremden Truppen waren vollständig abgezogen – beschloss der Nationalrat das Neutralitätsgesetz.